# NGC 7680
NGC 7680 este o galaxie lenticulară situată în constelația Pegas. A fost descoperită în 2 noiembrie 1790 de către William Herschel. Se află la o distanță de 70,35 de megaparseci de Pământ.